# درجه چندجمله‌ای
درجه یک چندجمله‌ای برابر با بزرگترین درجه جملات یک چندجمله‌ای است؛ به شرط آنکه ضریب آن جمله صفر نباشد.
به طور مثال {\displaystyle 7x^{2}y^{3}+4x-9} سه جمله دارد (این چندجمله‌ای به شکل‌های روبه‌رو نیز می‌تواند نوشته شود {\displaystyle 7x^{2}y^{3}+4x^{1}y^{0}-9x^{0}y^{0}}). اولین جمله درجه پنج را دارد (مجموع توان‌های x  و y) جمله دوم درجه ۱ دارد و جمله سوم درجه صفر. بنابرین درجه این چندجمله‌ای، ۵ است که برابر با بزرگترین درجه میان جملات است. همچنین درجه این چندجمله‌ای نسبت به مجهول x برابر ۲ و نسبت به y برابر با ۳ است که بزرگترین توان، میان جملات می‌باشد.
یک چندجمله‌ای درجه صفر تابع ثابت، درجه یک تابع خطی، و یک چند جمله ای درجه دو تابع سهمی، نامیده می‌شود.
- درجه یک معادله ریشه دوم، {\displaystyle {\sqrt {x}}}، برابر با ۱/۲ است.
- درجه یک معادله لگاریتم، {\displaystyle \ \log x}، برابر با صفر است.
- درجه یک تابع نمایی، {\displaystyle \ \exp x}، برابر با ∞ است.